# 聖瑛麻
聖 瑛麻（ひじり えま、1985年9月8日 - ）は、日本のAV女優。
身長:160cm。スリーサイズ:B82(B-65)・W58・H83。

## 略歴
2005年にAVデビュー。

## 出演作品

### アダルトビデオ
2005年
- 菊門家の人々（7月15日、アレックス）
- 時間よ止まれ! パート2（7月21日、V&Rプロダクツ）
- 演出なし! 自分の部屋でいつものオナニー 2（7月21日、V&Rプロダクツ）
- 尻毛美人（8月1日、実録出版）
- おはズボッ! 初出演だろうと関係ない これがAV女優の登龍門だ! 入れまくりヤリまくり可愛娘ちゃん大騒動（9月11日、アテナ映像）
- AV女優を映画館に連れて行き客にヤラせる（9月25日、ホットエンターテイメント）
- SOD グランドキャットファイトGP（10月6日、SODクリエイト）
- 癒らし VOL.10（11月1日、アウダースジャパン）
- ベロちゅう（11月18日、C-Format）
- 鬼ダンス集団痴女とクラブでハイなSEXダンス踊ってみませんか?（11月25日、アリスJAPAN）
- サド女達の密室監禁調教（12月12日、C-Format）
- ぶっかけ露出（12月16日、ワイルドサイド）

2006年
- 競泳水着の女★SPECIAL（1月4日、アキノリ）
- ぶるまにあ 普通の女子高生編（2月6日、C-Format）
- ザ・筆おろし 35（2月11日、クリスタル映像）
- 4人のカワイイギャルや女子校生が40歳童貞の為に誠心誠意筆下ろしします（2月16日、ブリット）
- 時間よ止まれ! パート4（3月4日、V&Rプロダクツ）
- STREET ANGELS 20（3月31日、グラフィス）
- 潮吹き女子校生10連発 13（4月22日、クリスタル映像）
- 淫唇発狂バイブル 電マ責メ 秘技その2（4月22日、ベイビーエンターテイメント）
- 手コキエンジェル（5月18日、SODクリエイト）
- 魅惑のランジェリーパブ 22度目の御来店ありがとうございます♥（6月8日、V&Rプロダクツ）
- &FASHION*11（6月21日、ゴーゴーズ）
- 集団痴女 VS 筋肉マン（7月19日、クロス）
- 私たちが育ててアゲル♪ M男監禁生活（7月20日、アキノリ）
- ギャルコレ! 3 ～素人ギャル即ハメパラダイス～（7月28日、ケイ・エム・プロデュース）
- 素人マジ友達を現場見学中にハメ交渉（8月25日、ホットエンターテイメント）
- 素人オネギャルHEAVEN Vol.3（8月25日、ケイ・エム・プロデュース）
- ゴックンランドDX（9月1日、MOODYZ）
- ラジコンガール パート1（9月7日、V&Rプロダクツ）
- Hardcore Lesbian（9月14日、麒麟堂）
- 女子校生中出し学校（9月20日、ホットエンターテイメント）
- 快楽レズエステ 2（9月21日、アキノリ）
- 集団痴女コギャル 4 完全版（9月22日、ケイ・エム・プロデュース）
- レズ接吻 口舌吸奏楽 第五楽章 猥褻ベロ交尾（11月5日、アロマ企画）
- K電鉄 駅長投稿流出 不正乗車・キセルした女子校生たち（11月13日、カルマ）
- ダイナマイト高校 パイパン アナル 中出し（11月25日、しのだプロジェクト）
- 東京Gals ベロCity 02（12月5日、ドリームチケット）
- PORNOGRAPH 18（12月9日、グラフィス）

2007年
- キャリアウーマン…この大人の女香るパツパツな尻にシコられて…（1月11日、ジャパン）
- キャリアウーマン 美脚地獄（1月11日、ジャパン）
- 高慢なキャリアウーマンに僕のチ●コはジックリ観察され、馬鹿にされたり、寸止めされたり、ぶたれたり…（1月11日、ジャパン）
- おしゃぶり予備校 4（4月20日、映天）
- 団地妻アナル生中出し（5月4日、TMA）
- 人妻たちの密会 2（5月25日、I.B.WORKS）
- ギャル雑誌の読者モデルになりませんか? ホントはAVだけどね（笑）（6月7日、ヒビノ）
- 絞め滲む喉頸の皮膜を縮めて 03（7月4日、幻奇）
- キャットファイト肛門プロレス クラッシュギャルズ（7月19日、クロス）

2008年
- 高収入バイトでモデルしました（9月19日、映天）

### オリジナルビデオ
- 野外鬼畜レイプ 女教師とナースの叫び（2008年10月25日、コンマビジョン）
- ほしがる義妹 揺れる絆（2009年1月25日、コンマビジョン）